# Весь я (фильм)
«Весь я» (англ. All Of Me; другое название — «Моё второе Я») — кинофильм, в основу которого положен неопубликованный роман Эда Дэвиса.

## Сюжет
Фильм повествует о молодом адвокате, который в результате мистического происшествия уступил половину своего тела недавно умершей миллионерше. Поскольку новые обитатели тела постоянно конфликтуют между собой, это приводит к забавным и непредсказуемым последствиям.

## В ролях
- Стив Мартин — Роджер Кобб
- Лили Томлин — Эдвина Катуотер
- Виктория Теннант — Терри Хоскинс
- Мэдолин Смит-Осборн — Пегги Шайлер
- Ричард Либертини[англ.] — Прахк Лас
- Дана Элкар — Бертон Шайлер
- Джейсон Бернард — Тайрон Уоттелл
- Сэльма Даймонд — Марго
- Эрик Кристмас — Фред Хоскинс
- Гейлард Сартейн — Фултон Норрис

В одном из интервью Мартин описал свои чувства о персонаже Роджере Коббе: «Этот человек не идиот. Он современный человек с мозгами, [...] он не наивен и не является жертвой обстоятельств. Это умный человек, который случайно попал в беду. В этом большая разница между этой ролью и любой другой ролью, сыгранных мной. [...] Впервые я нахожусь в истории с началом, серединой и концом. Она старомодная и цельная [...] Сниматься в этом фильме было словно ходить в школу. Я многое узнал о структуре и характере». Он заявил в «Стиве Мартине: Волшебные годы»: «Моя зрелая карьера в кино началась с «All of me» и заканчивается c «Историями Лос-Анджелеса».

## Ремейк
Студия DreamWorks Pictures задумала переснять комедию 1984 года «Моё второе я». Сценарий к новой версии «Моего второго я» написали Эбби Кон и Марк Сильверштейн («Обещать — не значит жениться», «Клятва»).